# 陶思浩站
陶思浩站位于内蒙古自治区土默特左旗，建于1923年，是京包铁路的一个车站。该站隶属呼和浩特铁路局。2011年起，该站也是神华公司一条地方铁路接入国家铁路的联络站。

## 业务范围
- 客运：办理旅客乘降；行李、包裹托运；
- 货运：办理整车货物发到；不办理罐装危险货物发到